# Eilema alluaudi
Eilema alluaudi är en fjärilsart som beskrevs av De Toulgoët 1968. Eilema alluaudi ingår i släktet Eilema och familjen björnspinnare. Inga underarter finns listade i Catalogue of Life.